# کلاه‌پارچه‌ای‌ها

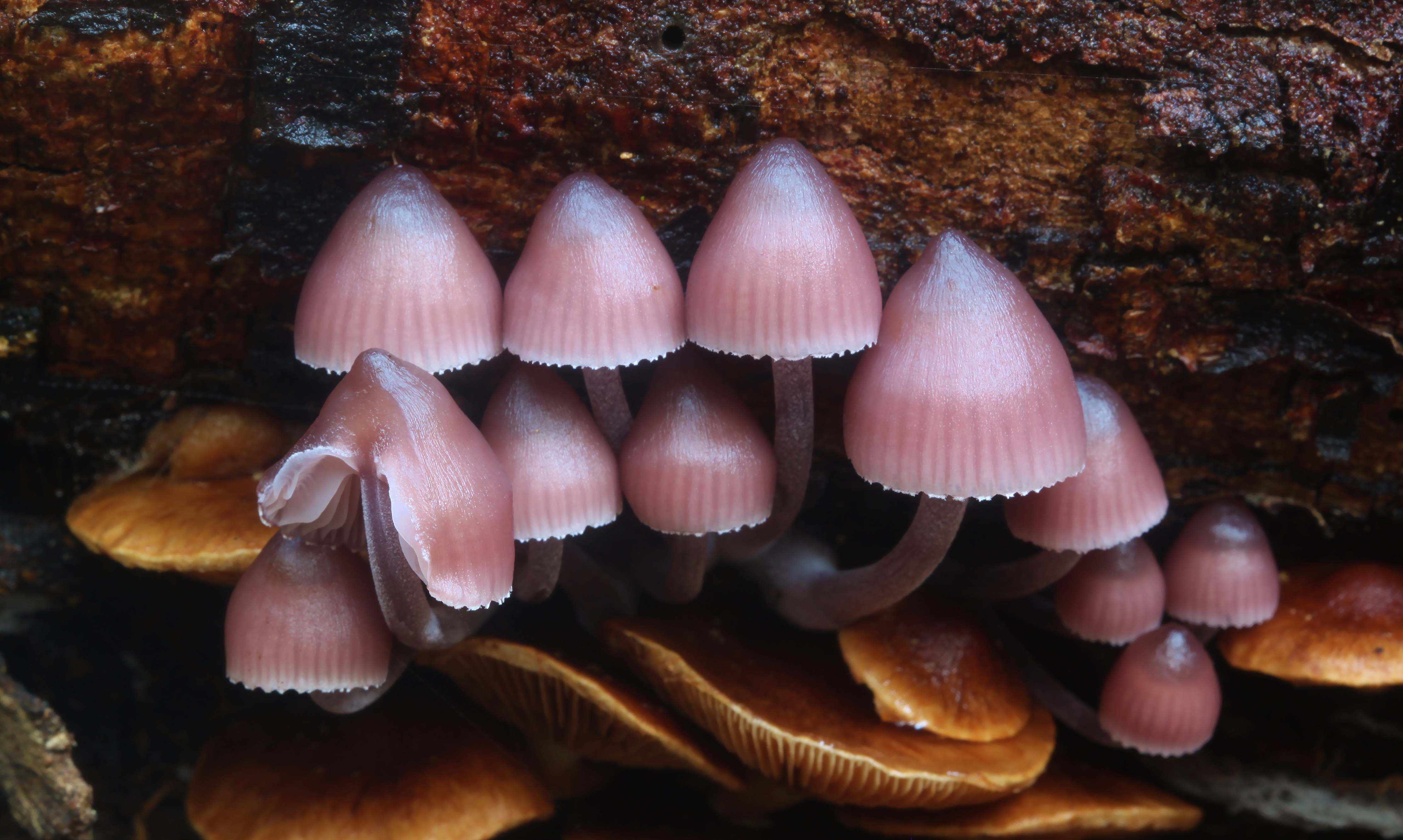
گونه‌ای از قارچ‌های چتری مایسنا.

کلاه‌پارچه‌ای‌ها یا مایسنا (نام علمی: Mycena) نام یک سرده از راسته قارچ‌های تیغک‌دار است. این قارچ‌ها به ندرت بیش از چند سانتی‌متر عرض دارند بایک چتر مخروطی شکل دارای حاشیه کوچک. برخی گونه‌های آن مانند لاتکس هنگامی‌که ساقه‌اش می‌شکند بسیاری از آنها بویی مشابه کلر دارند.